# Sacramental de San Lorenzo y San José
La Sacramental de San Lorenzo y San José és un cementiri situat al barri de Carabanchel (Madrid) que destaca per la qualitat dels seus patis.
Al pati central destaca un monument de subscripció pública coronat per quatre àngels que custodien les urnes dels esposos Julián Romea i Matilde Díez. També reposen aquí els escultors Ponciano Ponzano i Eulogio Florentino Sanz autor de "Francisco de Quevedo", els poetes Ventura Ruiz de Aguilera, Abel Bonnard, José de Selgas i Carlos García Tassara, l'escriptor José de Castro y Serrano, el polígraf Roque Barcia Martí, l'historiador Modesto Lafuente, l'actor Mariano Fernández, el novel·lista Enrique Pérez Escrich, el polític Carlos Marfori y Callejas, els pintors Bernardo Rico i Joaquín Araujo i el músic Sckozdopole.